# اشلی پلدن
اشلی پلدن (انگلیسی: Ashley Peldon؛ زادهٔ ۲ آوریل ۱۹۸۴) بازیگر اهل ایالات متحده آمریکا است. وی از سال ۱۹۸۹ میلادی تاکنون مشغول فعالیت بوده‌است. او خواهر کرتنی پلدن است.
از فیلم‌ها یا برنامه‌های تلویزیونی که وی در آن نقش داشته‌است، می‌توان به دنیای روح، تورکلسون‌ها، گربه‌ها نمی‌رقصند، شکارچیان ترول: داستان‌های آرکادیا، تاریخچه، بیگانگان زیرشیروانی، استلا، دراپ دد فرد، فریب‌خورده و بوته آزمایش اشاره کرد.